# Isle of Forgotten Sins
Isle of Forgotten Sins is een Amerikaanse avonturenfilm uit 1943 onder regie van Edgar G. Ulmer.

## Verhaal
Marge Willison heeft een duikbedrijf en een bordeel op een eiland in de Grote Oceaan. Op een dag maakt ze kennis met de schatzoekers Mike Clancy en kapitein Krogan, die op zoek zijn naar een gezonken schip met een lading goud ter waarde van 3 miljoen dollar aan boord. Ze komen overeen dat ze de buit zullen delen.

## Rolverdeling
| Acteur           | Personage       |
| ---------------- | --------------- |
| John Carradine   | Mike Clancy     |
| Gale Sondergaard | Marge Willison  |
| Sidney Toler     | Kapitein Krogan |
| Frank Fenton     | Jack Burke      |
| Veda Ann Borg    | Luana           |
| Rita Quigley     | Diane           |
| Rick Vallin      | Johnny Pacific  |
| Tala Birell      | Christine       |
| Patti McCarty    | Bobbie Nelson   |
| Betty Amann      | Olga            |
| Marian Colby     | Mimi            |
| William Edmunds  | Noah            |